# Alchemilla isodonta
Alchemilla isodonta är en rosväxtart som beskrevs av A. Plocek. Alchemilla isodonta ingår i släktet daggkåpor, och familjen rosväxter. Inga underarter finns listade i Catalogue of Life.